# Segunda Apologia de Justino Mártir

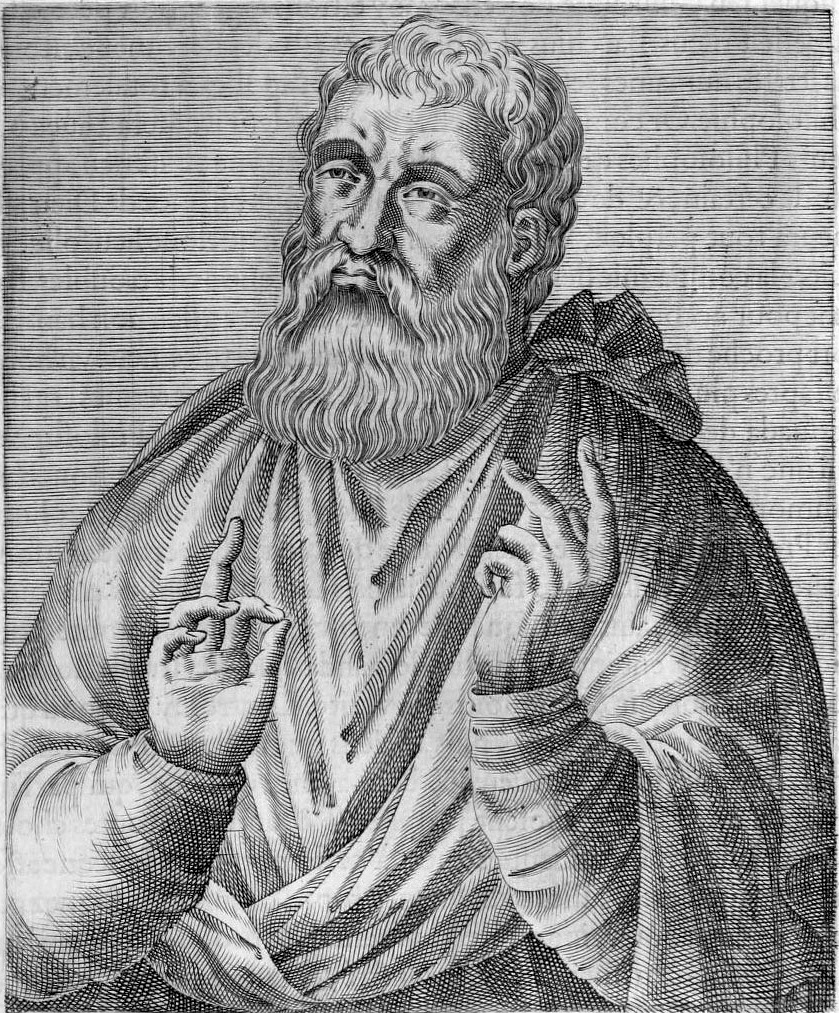
Justino Mártir

A Segunda Apologia deve ter sido escrito como um complemento a primeira apologia  de Justino Mártir, por conta de certos procedimentos que entretanto haviam ocorrido em Roma antes de Lollius Urbicus como prefeito da cidade, que devia ter ocorrido entre 150 e 157. A apologia é dirigido ao Senado Romano. 

## Objetivo da escrita
A segunda apologia pretendia expor as verdadeiras razões por trás das recentes perseguições aos cristãos sob Urbicus. Também tentou expor a irracionalidade absoluta das alegações e propaganda espalhada contra os cristãos.

## Perseguição de Cristãos sob Urbicus
Justino relata a história de uma certa mulher que ao ouvir os ensinamentos de Jesus e tendo-se tornado cristã se recusou a cumprir as práticas imorais do seu marido. Porque as divergências eram graves, ela desejava divorciar-se, mas não sendo encorajada a fazê-lo, ela continuou nessa relação até um dia em que se tornou eticamente inacessível, e ela deu-lhe uma carta de divórcio. O marido retaliou, apresentando acusações contra ela perante o Imperador. Mas quando não pôde fazer nada contra ela, virou-se contra os líderes cristãos que Urbicus, o prefeito, começou a perseguir severamente.

## Controle demoníaco do Mundo
De acordo com Justino, são os anjos caídos e demônios que incitam esse ódio e maldade contra o povo de Deus - aqueles que conhecem o Filho de Deus e responderam pela fé à Palavra de Deus. Esses demônios são os espíritos daqueles descendentes nascidos da união de anjos caídos e mulheres antes do Dilúvio e que foram destruídos pelo Dilúvio. Eles controlam os humanos por meio de artes mágicas, libações e sistemas intimidantes que mantêm as pessoas em cativeiro. Eles são exorcizados pelos cristãos das pessoas em Nome de Jesus. Todos em quem a Palavra habita foram odiados; Heráclito e Musônio, por exemplo.

## Apologia contra a propaganda
Os cristãos estavam a ser acusados de canibalismo e imoralidade sexual. Justino pergunta que se fosse esse o caso, e se os cristãos eram praticantes de prazer, então porque seriam destemidos da morte e fiéis ao que acreditam. A sua fidelidade a Cristo face à morte prova que eles não são buscadores de prazer. Pelo contrário, foram os acusadores que tinham um sistema de religião em que homens nobres sacrificavam humanos a deuses como Saturno e em que a imoralidade sexual era abertamente praticada sem vergonha. Ele grita:
Mas será que mesmo agora alguém montaria uma tribuna alta, e gritaria em voz alta: "Envergonhem-se, envergonhem-se, vós que acusais os inocentes com os atos que vós próprios abertamente cometeis, e atribuis coisas que se aplicam a vós próprios e aos vossos deuses àqueles que nem sequer têm a mínima simpatia por eles. Convertei-vos; tornai-vos sábios."

## Recurso
Ele retrata os cristãos como aqueles que amam a Deus e à Sua Palavra (Jesus Cristo). Ele deseja que este apelo seja publicado para que o mundo não seja supersticioso sobre os cristãos e termina com as palavras:
E nossas doutrinas não são vergonhosas, de acordo com um julgamento sóbrio, mas são de fato mais elevadas do que toda filosofia humana; e se não forem, eles são pelo menos diferentes das doutrinas dos sotadistas e filenidianos, e dançarinos, e epicureus e outros ensinamentos dos poetas, que todos têm permissão para se familiarizarem, tanto como representados como escritos. E doravante ficaremos em silêncio, tendo feito tudo o que podíamos e acrescentado a oração para que todos os homens em todos os lugares sejam considerados dignos da verdade. E se você também, tornando-se piedade e filosofia, julgasse com justiça por seu próprio interesse!